# Airinae
Airinae, podtribus jednosupnica smješten u tribus Poeae, dio potporodice Pooideae, porodica travovki. Pripadaju mu 7 rodova s 43 vrste
Podribus je opisan u Floram Scanicam 196, 198. 1835.

## Rodovi
1. Aira L. (11 spp.)
2. Antinoria Parl.
3. Avenella (Bluff & Fingerh.) Drejer (1 sp.)
4. Corynephorus P. Beauv. (6 spp.)
5. Helictochloa Romero Zarco
6. Molineriella Rouy (3 spp.)
7. Periballia Trin. (1 sp.)